# Římskokatolická farnost Vápenná
Římskokatolická farnost Vápenná je územní společenství římských katolíků v rámci děkanátu Jeseník ostravsko-opavské diecéze.

## Historie
Farní kostel sv. Filipa byl vystavěn v letech 1780–1781, fara je z počátku 20. století.
Farnost má sídelního duchovního správce, který je zároveň administrátorem ex currendo ve farnosti Žulová.

## Bohoslužby
| Kostel            | Místo   | Bohoslužba | Bohoslužba | Poznámka     |
| ----------------- | ------- | ---------- | ---------- | ------------ |
| Kostel sv. Filipa | Vápenná | neděle     | 10.00      | farní kostel |